# Золотой глобус (премия, 1992)
49-я церемония вручения наград премии «Золотой глобус»

18 января 1992 года
Лучший фильм (драма): 

«Багси»
Лучший фильм (комедия или мюзикл): 

«Красавица и Чудовище»
Лучший драматический сериал: 

«Северная сторона»
Лучший сериал (комедия или мюзикл): 

«Бруклинский мост»
Лучший мини-сериал или фильм на ТВ: 

«Один против ветра»
< 48-я Церемонии вручения 50-я >
49-я церемония вручения наград премии «Золотой глобус» за заслуги в области кинематографа и телевидения за 1991 год состоялась 18 января 1992 года в Beverly Hilton Hotel (Лос-Анджелес, Калифорния, США). Номинанты были объявлены 29 декабря 1991.
В категории «Лучший комедийный фильм или мюзикл» награда досталась полнометражному анимационному фильму «Красавица и Чудовище». Лучшим драматическим фильмом была названа гангстерская лента Барри Левинсона «Багси».

## Список лауреатов и номинантов
• Победители выделены отдельным цветом. 

### Игровое кино
Количество наград/номинаций:
- 1/8: «Багси»
- 2/5: «Король-рыбак»
- 1/5: «Молчание ягнят»
- 3/4: «Красавица и Чудовище»
- 1/4: «Джон Ф. Кеннеди. Выстрелы в Далласе» / «Тельма и Луиза»
- 1/3: «Повелитель приливов» / «Городские пижоны»
- 0/3: «Жареные зелёные помидоры»
- 1/2: «Для наших ребят»
- 0/2: «Мыс страха» / «Слабая Роза» / «Робин Гуд: Принц воров»
- 1/1: «Европа, Европа»

| Категории                                | Лауреаты и номинанты | Лауреаты и номинанты                                                                                   |
| ---------------------------------------- | --- | --- |
| Лучший фильм (драма)                     | • Багси / Bugsy (Уоррен Битти)                                                                                               | • Багси / Bugsy (Уоррен Битти)                                                                         |
| Лучший фильм (драма)                     | • Джон Ф. Кеннеди. Выстрелы в Далласе / JFK (А. Китман Хо)                                                                   | |
| Лучший фильм (драма)                     | • Повелитель приливов / The Prince of Tides (Эндрю С. Карш)                                                                  | |
| Лучший фильм (драма)                     | • Молчание ягнят / The Silence of the Lambs (Рональд Бозман)                                                                 | |
| Лучший фильм (драма)                     | • Тельма и Луиза / Thelma & Louise (Мими Полк)                                                                               | |
| Лучший фильм (комедия или мюзикл)        | • Красавица и Чудовище (м/ф) / Beauty and the Beast                                                                          | • Красавица и Чудовище (м/ф) / Beauty and the Beast                                                    |
| Лучший фильм (комедия или мюзикл)        | • Жареные зелёные помидоры / Fried Green Tomatoes                                                                            | |
| Лучший фильм (комедия или мюзикл)        | • Король-рыбак / The Fisher King                                                                                             | |
| Лучший фильм (комедия или мюзикл)        | • Группа «Коммитментс» / The Commitments                                                                                     | |
| Лучший фильм (комедия или мюзикл)        | • Городские пижоны / City Slickers                                                                                           | |
| Лучший режиссёр                          | | • Оливер Стоун за фильм «Джон Ф. Кеннеди. Выстрелы в Далласе»                                          |
| Лучший режиссёр                          | • Джонатан Демми — «Молчание ягнят»                                                                                          | |
| Лучший режиссёр                          | • Терри Гиллиам — «Король-рыбак»                                                                                             | |
| Лучший режиссёр                          | • Барри Левинсон — «Багси»                                                                                                   | |
| Лучший режиссёр                          | • Барбра Стрейзанд — «Повелитель приливов»                                                                                   | |
| Лучшая мужская роль (драма)              | | • Ник Нолти — «Повелитель приливов» (за роль Тома Уинго)                                               |
| Лучшая мужская роль (драма)              | • Уоррен Битти — «Багси» (за роль Бенджамина «Багси» Сигела)                                                                 | |
| Лучшая мужская роль (драма)              | • Кевин Костнер — «Джон Ф. Кеннеди. Выстрелы в Далласе» (за роль Джима Гаррисона)                                            | |
| Лучшая мужская роль (драма)              | • Роберт Де Ниро — «Мыс страха» (за роль Макса Кэйди)                                                                        | |
| Лучшая мужская роль (драма)              | • Энтони Хопкинс — «Молчание ягнят» (за роль доктора Ганнибала Лектера)                                                      | |
| Лучшая женская роль (драма)              | | • Джоди Фостер — «Молчание ягнят» (за роль Кларисы Старлинг)                                           |
| Лучшая женская роль (драма)              | • Аннетт Бенинг — «Багси» (за роль Вирджинии Хилл)                                                                           | |
| Лучшая женская роль (драма)              | • Джина Дэвис — «Тельма и Луиза» (за роль Тельмы Ивонн Дикинсон)                                                             | |
| Лучшая женская роль (драма)              | • Лора Дерн — «Слабая Роза» (за роль Розы)                                                                                   | |
| Лучшая женская роль (драма)              | • Сьюзан Сарандон — «Тельма и Луиза» (за роль Луизы Элизабет Сойер)                                                          | |
| Лучшая мужская роль (комедия или мюзикл) | | • Робин Уильямс — «Король-рыбак» (за роль Пэрри)                                                       |
| Лучшая мужская роль (комедия или мюзикл) | • Джефф Бриджес — «Король-рыбак» (за роль Джека)                                                                             | |
| Лучшая мужская роль (комедия или мюзикл) | • Билли Кристал — «Городские пижоны» (за роль Митча Роббинса)                                                                | |
| Лучшая мужская роль (комедия или мюзикл) | • Дастин Хоффман — «Капитан Крюк» (за роль капитана Крюка)                                                                   | |
| Лучшая мужская роль (комедия или мюзикл) | • Кевин Клайн — «Большая пена» (за роль Джеффри Андерсона / д-ра Рода Рэндалла)                                              | |
| Лучшая женская роль (комедия или мюзикл) | | • Бетт Мидлер — «Для наших ребят» (за роль Дикси Леонард)                                              |
| Лучшая женская роль (комедия или мюзикл) | • Эллен Баркин — «Подмена» (за роль Аманды Брукс)                                                                            | |
| Лучшая женская роль (комедия или мюзикл) | • Кэти Бэйтс — «Жареные зелёные помидоры» (за роль Эвелин Коуч)                                                              | |
| Лучшая женская роль (комедия или мюзикл) | • Анжелика Хьюстон — «Семейка Аддамс» (за роль Мортишы Аддамс)                                                               | |
| Лучшая женская роль (комедия или мюзикл) | • Мишель Пфайффер — «Фрэнки и Джонни» (за роль Фрэнки)                                                                       | |
| Лучший актёр второго плана               | Джек Пэланс | • Джек Пэланс — «Городские пижоны» (за роль Кёрли Уошбёрна)                                            |
| Лучший актёр второго плана               | Джек Пэланс | • Нед Битти — «Услышьте мою песню» (за роль Джозефа Локе)                                              |
| Лучший актёр второго плана               | Джек Пэланс | • Джон Гудмен — «Бартон Финк» (за роль Чарли Мидоуса / Карла Мундта)                                   |
| Лучший актёр второго плана               | Джек Пэланс | • Харви Кейтель — «Багси» (за роль Микки Коэна)                                                        |
| Лучший актёр второго плана               | Джек Пэланс | • Бен Кингсли — «Багси» (за роль Меера Лански)                                                         |
| Лучшая актриса второго плана             | | • Мерседес Рул — «Король-рыбак» (за роль Энн Наполитано)                                               |
| Лучшая актриса второго плана             | • Николь Кидман — «Билли Батгейт» (за роль Дрю Престон)                                                                      | |
| Лучшая актриса второго плана             | • Дайан Ладд — «Слабая Роза» (за роль матери семейства)                                                                      | |
| Лучшая актриса второго плана             | • Джульетт Льюис — «Мыс страха» (за роль Даниэллы Боуден)                                                                    | |
| Лучшая актриса второго плана             | • Джессика Тэнди — «Жареные зелёные помидоры» (за роль Нинни Тредгуд)                                                        | |
| Лучший сценарий                          | | • Кэлли Хоури — «Тельма и Луиза»                                                                       |
| Лучший сценарий                          | • Оливер Стоун — «Джон Ф. Кеннеди. Выстрелы в Далласе»                                                                       | |
| Лучший сценарий                          | • Лоуренс Кэздан — «Большой каньон»                                                                                          | |
| Лучший сценарий                          | • Тед Тэлли — «Молчание ягнят»                                                                                               | |
| Лучший сценарий                          | • Джеймс Тобэк — «Багси» | |
| Лучшая музыка к фильму                   | | • Алан Менкен — «Красавица и Чудовище»                                                                 |
| Лучшая музыка к фильму                   | • Патрик Дойл — «Умереть заново»                                                                                             | |
| Лучшая музыка к фильму                   | • Дэйв Грусин — «Для наших ребят»                                                                                            | |
| Лучшая музыка к фильму                   | • Майкл Кэймен — «Робин Гуд: Принц воров»                                                                                    | |
| Лучшая музыка к фильму                   | • Эннио Морриконе — «Багси»                                                                                                  | |
| Лучшая музыка к фильму                   | • Збигнев Прайснер — «Игра в полях господних»                                                                                | |
| Лучшая песня                             | • Beauty and the Beast — «Красавица и Чудовище» — музыка: Алан Менкен, слова: Ховард Эшман (посмертно)                       | • Beauty and the Beast — «Красавица и Чудовище» — музыка: Алан Менкен, слова: Ховард Эшман (посмертно) |
| Лучшая песня                             | • (Everything I Do) I Do It for You — «Робин Гуд: Принц воров» — музыка: Майкл Кэймен, слова: Брайан Адамс, Роберт Джон Ланг | |
| Лучшая песня                             | • Be Our Guest — «Красавица и Чудовище» — музыка: Алан Менкен, слова: Ховард Эшман (посмертно)                               | |
| Лучшая песня                             | • Dreams to Dream — «Американская сказка 2: Фейвел едет на Запад» (м/ф) — музыка и слова: Джеймс Хорнер и Уилбур Дженнингс   | |
| Лучшая песня                             | • Tears in Heaven — «Кайф» — музыка: Эрик Клэптон, слова: Уилбур Дженнингс                                                   | |
| Лучший фильм на иностранном языке        | • Европа, Европа / Hitlerjunge Salomon (нем.) / Europa Europa (пол.) (Германия)                                              | • Европа, Европа / Hitlerjunge Salomon (нем.) / Europa Europa (пол.) (Германия)                        |
| Лучший фильм на иностранном языке        | • Двойная жизнь Вероники / La Double Vie de Véronique (Франция)                                                              | |
| Лучший фильм на иностранном языке        | • Никита / Nikita (Франция)                                                                                                  | |
| Лучший фильм на иностранном языке        | • Высокие каблуки / Tacones lejanos (Испания)                                                                                | |
| Лучший фильм на иностранном языке        | • Затерянный в Сибири (СССР)                                                                                                 | |
| Лучший фильм на иностранном языке        | • Мадам Бовари / Madame Bovary (Франция)                                                                                     | |

### Телевизионные награды
| Категории                                                               | Лауреаты и номинанты                                                                 | Лауреаты и номинанты                                                        |
| ----------------------------------------------------------------------- | ------------------------------------------------------------------------------------ | --------------------------------------------------------------------------- |
| Лучший телевизионный сериал (драма)                                     | • Северная сторона / Northern Exposure                                               | • Северная сторона / Northern Exposure                                      |
| Лучший телевизионный сериал (драма)                                     | • Беверли-Хиллз, 90210 / Beverly Hills, 90210                                        |                                                                             |
| Лучший телевизионный сериал (драма)                                     | • Я улечу / I’ll Fly Away                                                            |                                                                             |
| Лучший телевизионный сериал (драма)                                     | • Закон Лос-Анджелеса / L.A. Law                                                     |                                                                             |
| Лучший телевизионный сериал (драма)                                     | • Закон и порядок / Law & Order                                                      |                                                                             |
| Лучший телевизионный сериал (комедия или мюзикл)                        | • Бруклинский мост / Brooklyn Bridge                                                 | • Бруклинский мост / Brooklyn Bridge                                        |
| Лучший телевизионный сериал (комедия или мюзикл)                        | • Весёлая компания / Cheers                                                          |                                                                             |
| Лучший телевизионный сериал (комедия или мюзикл)                        | • Вечерняя тень / Evening Shade                                                      |                                                                             |
| Лучший телевизионный сериал (комедия или мюзикл)                        | • Золотые девочки / The Golden Girls                                                 |                                                                             |
| Лучший телевизионный сериал (комедия или мюзикл)                        | • Мерфи Браун / Murphy Brown                                                         |                                                                             |
| Лучший мини-сериал или телефильм                                        | • Один против ветра / One Against the Wind                                           | • Один против ветра / One Against the Wind                                  |
| Лучший мини-сериал или телефильм                                        | • Во имя дитя / In a Child’s Name                                                    |                                                                             |
| Лучший мини-сериал или телефильм                                        | • История Жозефины Бейкер / The Josephine Baker Story                                |                                                                             |
| Лучший мини-сериал или телефильм                                        | • Сара, высокая и простая женщина / Sarah, Plain and Tall                            |                                                                             |
| Лучший мини-сериал или телефильм                                        | • Разделённые, но равные / Separate But Equal                                        |                                                                             |
| Лучшая мужская роль в драматическом телесериале                         |                                                                                      | • Скотт Бакула — «Квантовый скачок» (за роль доктора Сэма Бекетта)          |
| Лучшая мужская роль в драматическом телесериале                         | • Марк Хэрмон — «Обоснованные сомнения» (англ.) (за роль детектива Дики Кобба)       |                                                                             |
| Лучшая мужская роль в драматическом телесериале                         | • Джеймс Эрл Джонс — «За и против» (англ.) (за роль Гэбриэла Бирда)                  |                                                                             |
| Лучшая мужская роль в драматическом телесериале                         | • Роб Морроу — «Северная сторона» (за роль доктора Джоэля Флейшмана)                 |                                                                             |
| Лучшая мужская роль в драматическом телесериале                         | • Кэрролл О’Коннор — «Полуночная жара» (англ.) (за роль Уильяма О. «Билла» Гиллеспи) |                                                                             |
| Лучшая мужская роль в драматическом телесериале                         | • Сэм Уотерстон — «Я улечу» (за роль Форреста Бедфорда)                              |                                                                             |
| Лучшая женская роль в в драматическом телесериале                       |                                                                                      | • Анджела Лэнсбери — «Она написала убийство» (за роль Джессики Флетчер)     |
| Лучшая женская роль в в драматическом телесериале                       | • Сьюзан Дей — «Закон Лос-Анджелеса» (за роль Грейс Ван Оуэн)                        |                                                                             |
| Лучшая женская роль в в драматическом телесериале                       | • Шэрон Глесс — «Испытания Рози О’Нил» (англ.) (за роль Рози О’Нил)                  |                                                                             |
| Лучшая женская роль в в драматическом телесериале                       | • Марли Мэтлин — «Обоснованные сомнения» (за роль Тэсс Кауфман)                      |                                                                             |
| Лучшая женская роль в в драматическом телесериале                       | • Джанин Тёрнер — «Северная сторона» (за роль Мэгги О’Коннелл)                       |                                                                             |
| Лучшая мужская роль в телесериале (комедия или мюзикл)                  |                                                                                      | • Бёрт Рейнольдс — «Вечерняя тень» (за роль Вуда Ньютона)                   |
| Лучшая мужская роль в телесериале (комедия или мюзикл)                  | • Тед Дэнсон — «Весёлая компания» (за роль Сэма Мэлоуна)                             |                                                                             |
| Лучшая мужская роль в телесериале (комедия или мюзикл)                  | • Нил Патрик Харрис — «Доктор Дуги Хаузер» (англ.) (за роль д-ра Дуги Хаузера)       |                                                                             |
| Лучшая мужская роль в телесериале (комедия или мюзикл)                  | • Крэйг Т. Нельсон — «Тренер» (за роль тренера Хайдена Фокса)                        |                                                                             |
| Лучшая мужская роль в телесериале (комедия или мюзикл)                  | • Эд О’Нилл — «Женаты… с детьми» (за роль Эла Банди)                                 |                                                                             |
| Лучшая женская роль в телесериале (комедия или мюзикл)                  |                                                                                      | • Кэндис Берген — «Мерфи Браун» (за роль Мерфи Браун)                       |
| Лучшая женская роль в телесериале (комедия или мюзикл)                  | • Кёрсти Элли — «Весёлая компания» (за роль Ребекки Хоув)                            |                                                                             |
| Лучшая женская роль в телесериале (комедия или мюзикл)                  | • Джейми Ли Кёртис — «Только любовь» (англ.) (за роль Ханны Миллер)                  |                                                                             |
| Лучшая женская роль в телесериале (комедия или мюзикл)                  | • Розанна Барр — «Розанна» (за роль Розанны Коннер)                                  |                                                                             |
| Лучшая женская роль в телесериале (комедия или мюзикл)                  | • Кэти Сагал — «Женаты… с детьми» (за роль Пегги Банди)                              |                                                                             |
| Лучший актёр в мини-сериале или телефильме                              |                                                                                      | • Бо Бриджес — «Без предупреждения» (за роль Джеймса Брэди)                 |
| Лучший актёр в мини-сериале или телефильме                              | • Сэм Эллиотт — «Конагер» (англ.) (за роль Конна Конагера)                           |                                                                             |
| Лучший актёр в мини-сериале или телефильме                              | • Питер Фальк — «Коломбо: Убийство рок-звезды» (за роль лейтенанта Коломбо)          |                                                                             |
| Лучший актёр в мини-сериале или телефильме                              | • Сэм Нилл — «Один против ветра» (за роль майора Джеймса Леггэтта)                   |                                                                             |
| Лучший актёр в мини-сериале или телефильме                              | • Сидни Пуатье — «Разделённые, но равные» (за роль Тергуда Маршалла)                 |                                                                             |
| Лучшая актриса в мини-сериале или телефильме                            |                                                                                      | • Джуди Дэвис — «Один против ветра» (за роль графини Мэри Линделл)          |
| Лучшая актриса в мини-сериале или телефильме                            | • Гленн Клоуз — «Сара, высокая и простая женщина» (за роль Сары Уитон)               |                                                                             |
| Лучшая актриса в мини-сериале или телефильме                            | • Салли Кёркленд — «Дом призраков» (англ.) (за роль Джанет Смарл)                    |                                                                             |
| Лучшая актриса в мини-сериале или телефильме                            | • Джессика Тэнди — «Леди — Сказка» (за роль Грейс Маккуин)                           |                                                                             |
| Лучшая актриса в мини-сериале или телефильме                            | • Линн Уитфилд — «История Жозефины Бейкер» (за роль Жозефины Бейкер)                 |                                                                             |
| Лучший актёр второго плана в телесериале, мини-сериале или телефильме   | Луис Госсетт, младший                                                                | • Луис Госсетт-младший — «История Жозефины Бейкер» (за роль Сидни Уильямса) |
| Лучший актёр второго плана в телесериале, мини-сериале или телефильме   | Луис Госсетт, младший                                                                | • Ларри Дрейк — «Закон Лос-Анджелеса» (за роль Бенни Стулвича)              |
| Лучший актёр второго плана в телесериале, мини-сериале или телефильме   | Луис Госсетт, младший                                                                | • Майкл Джетер — «Вечерняя тень» (за роль Германа Стайлза)                  |
| Лучший актёр второго плана в телесериале, мини-сериале или телефильме   | Луис Госсетт, младший                                                                | • Ричард Кили — «Разделённые, но равные» (за роль судьи Эрла Уоррена)       |
| Лучший актёр второго плана в телесериале, мини-сериале или телефильме   | Луис Госсетт, младший                                                                | • Дин Стоквелл — «Квантовый скачок» (за роль адмирала Альберта Калавичи)    |
| Лучшая актриса второго плана в телесериале, мини-сериале или телефильме | Аманда Донохью                                                                       | • Аманда Донохью — «Закон Лос-Анджелеса» (за роль Кары Джин)                |
| Лучшая актриса второго плана в телесериале, мини-сериале или телефильме | Аманда Донохью                                                                       | • Сэмми Дэвис — «В тылу» (англ.) (за роль Кэролин Хейли)                    |
| Лучшая актриса второго плана в телесериале, мини-сериале или телефильме | Аманда Донохью                                                                       | • Фэйт Форд — «Мерфи Браун» (за роль Корки Шервуд)                          |
| Лучшая актриса второго плана в телесериале, мини-сериале или телефильме | Аманда Донохью                                                                       | • Эстель Гетти — «Золотые девочки» (за роль Софии Петрилло)                 |
| Лучшая актриса второго плана в телесериале, мини-сериале или телефильме | Аманда Донохью                                                                       | • Парк Оверолл — «Пустое гнездо» (за роль Лаверн Тодд)                      |
| Лучшая актриса второго плана в телесериале, мини-сериале или телефильме | Аманда Донохью                                                                       | • Реа Перлман — «Весёлая компания» (за роль Карлы Тортелли)                 |
| Лучшая актриса второго плана в телесериале, мини-сериале или телефильме | Аманда Донохью                                                                       | • Джин Стэплтон — «Огонь в темноте» (англ.) (за роль Хенни)                 |

### Специальные награды
| Награда                                                     | Лауреаты                       | Лауреаты                                                                     |
| ----------------------------------------------------------- | ------------------------------ | ---------------------------------------------------------------------------- |
| Премия Сесиля Б. Де Милля (Награда за вклад в кинематограф) | Роберт Митчем (фото 1949 года) | • Роберт Митчем                                                              |
| Мисс Золотой глобус 1992 (Символическая награда)            | Джоэли Фишер в 2007 году       | • Джоэли Фишер — (дочь эстрадного певца Эдди Фишера и актрисы Конни Стивенс) |